# Vladimir Nikolaevič Šašenok
Vladimir Nikolaevič Šašenok (in russo Владимир Николаевич Шашенок?; in ucraino Володимир Миколайович Шашенок?, Volodymyr Mykolajovyč Šašenok; Ščuča Hreblya, 21 aprile 1951 – Pryp"jat', 26 aprile 1986) è stato un ingegnere sovietico di origine ucraine. Ingegnere di regolazione dell'azienda Smolenskatomenergonaladka, venne chiamato per il test notturno nella centrale nucleare di Černobyl' il 26 aprile 1986.

## Biografia
Vladimir Nikolaevič Šašenok nacque il 21 aprile 1951 nel villaggio di Shchucha Hreblya, nel distretto di Bakhmachsky, Oblast' di Černihiv. Nel 1970 si laureò presso il Konotop Industrial College iniziando, dieci anni dopo, a lavorare nella centrale nucleare di Černobyl' nell'agosto 1980. Lavorò come tecnico per strumentazione e automazione dell'officina di installazione e collaudo. Si licenziò il 2 aprile dopo essersi trasferito come lavoratore nell'azienda Smolenskatomenergonaladka, secondo l'ordine di Soyuzatomenergo del 29/03/1984 n.80. Lavorò nell'azienda come ingegnere di regolazione. La notte del 26 aprile 1986, Vladimir fu inviato per partecipare ai test presso la quarta unità di potenza. Durante il test operava nella stanza del disaeratore, dove controllava i parametri dei sistemi e delle apparecchiature della centralina.
A seguito della distruzione delle strutture edilizie durante l'esplosione, Vladimir si trovò incastrato sotto una trave caduta, con la spina dorsale rotta, costole rotte, ustioni profonde sia termiche che da radiazione. Fu trasportato in ospedale, dove morì a causa delle problematiche create dall'esplosione. Fu sepolto nel villaggio di Chistogalivka nella regione di Černobyl', ma il 19 novembre 1988 la salma fu spostata cimitero di Mitino.